# مسجد ناروندی
مسجد ناروندی یا مسجد کهنه چرمهین مربوط به دوره قاجاری است. این مسجد تاریخی در شهر چرمهین از استان اصفهان واقع شده و در تاریخ ۲۶ اسفند ۱۳۸۷ با شمارهٔ ثبت ۲۶۱۸۳ به‌عنوان یکی از آثار ملی ایران به ثبت رسیده‌است.